# Nationaler Aktionsplan
Einen nationalen Aktionsplan gibt es in einigen EU-Mitgliedstaaten. Es handelt sich um Aktionspläne/Leitlinien, mit denen staatliche und private Einrichtungen bei der gemeinsamen Förderung verschiedener Aktivitäten unterstützt werden. Oft tragen diese Pläne auch dazu bei, dass öffentliche Gelder für Projekte bereitgestellt werden. Leitlinien und Pläne gibt es in verschiedenen Formen in den USA und auch bei der Weltgesundheitsorganisation (WHO).
Um die Integration politischer Maßnahmen zur Förderung zu gewährleisten, sollten die relevanten öffentlichen und privaten Akteure bei der Ausarbeitung politischer Maßnahmen in den verschiedenen Bereichen in enger Abstimmung zusammenarbeiten.
Die Leitlinien wenden sich in erster Linie an politische Entscheidungsträger in den Mitgliedstaaten.

## Nationale Aktionspläne in Deutschland
- Nationaler Aktionsplan Wirtschaft und Menschenrechte
- Nationaler Aktionsplan Integration
- Nationaler Aktionsplan für ein kindergerechtes Deutschland
- Nationaler Aktionsplan „Zivile Krisenprävention“
- Nationaler Aktionsplan Energieeffizienz
- Nationaler Aktionsplan Pflanzenschutz
- Nationaler Aktionsplan der Bundesregierung zur Umsetzung der UN-Behindertenrechtskonvention – Unser Weg in eine inklusive Gesellschaft
- Nationaler Aktionsplan gegen Wohnungslosigkeit (seit 2024)[1]

## Nationale Aktionspläne in Österreich
- Nationaler Aktionsplan Integration (NAP.I)
- Nationaler Aktionsplan zum Schutz von Frauen vor Gewalt 2014–2016
- Aktionsplan Frauengesundheit
- Nationaler Aktionsplan für seltene Erkrankungen (NAP.se)
- Nationaler Aktionsplan Behinderung 2012–2020
- Nationaler Aktionsplan Bewegung (NAP.b)
- Nationaler Aktionsplan Donauschifffahrt
- Nationaler Aktionsplan Ernährung (NAP.e)
- Nationaler Aktionsplan Masern/Röteln-Elimination (NAP MR-Elimination)
- Nationale Aktionsplan zur Gleichstellung von Frauen und Männern am Arbeitsmarkt
- Nationaler Aktionsplan für Forschende
- Nationaler Aktionsplan zur Bekämpfung des Menschenhandels (2015–2017)

## Empfehlungen für Nationale Aktionspläne
- Erstellung Nationaler Aktionspläne für Wirtschaft und Menschenrechte[2] – empfohlen von der UN-Arbeitsgruppe für Menschenrechte